# Орехово (Витебск)
Орехово (бел. Арэхава) — микрорайон, находящийся на юго-западной окраине города Витебска в Первомайском районе. Бывшая деревня, вошедшая в состав города в 2004 году.
Основная улица — Оре́ховская. Начало улицы идёт от ручья Червенца. Протяженность улицы Ореховской около 1400 м, дорожное покрытие грунтовое. Имеется путепровод. Также есть 1-й Ореховский переулок и 2-й Ореховский переулок.
Застройка усадебная. Дома одноэтажные, двухэтажные.
Коммуникации: природный газ (до путепровода), вода, электроэнергия.
Действует автобусный маршрут № 44.
С запада к микрорайону примыкает Ботанический заказник «Чёртова Борода», в котором установлен памятник односельчанам, погибшим в годы Великой Отечественной войны.

## История

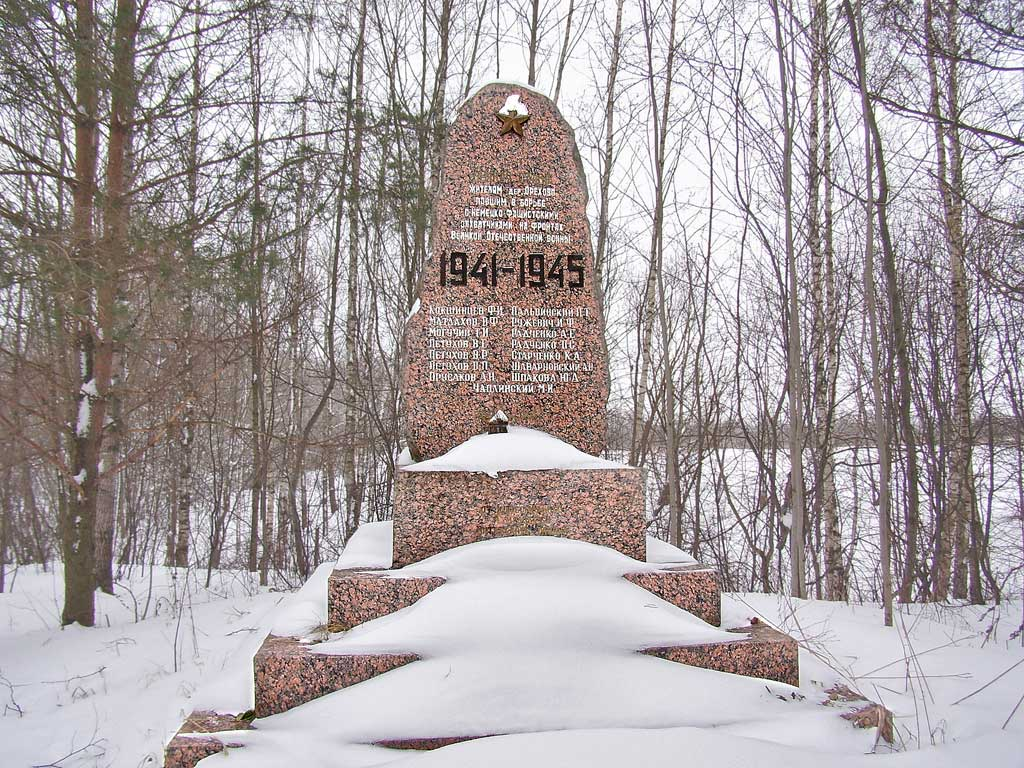
Памятник

В 1632 году Дубровские земли принадлежали пану Сымону Липскому. Своё название они получили из-за дубов, росших в урочище возле деревни. Когда дубы вырубили, и вместо них выросла лещина, деревня стала называться Орехово.
В XVIII веке деревня называлась Дуброва и принадлежала Иосифу Михайловичу и Людвику Антоновичу Липским. Дворов было 7, в них проживало 24 мужчины и 25 женщин.
В начале XX века деревня Орехово относилась к Мишковской волости Витебского уезда, проживало 89 жителей в 12 дворах.
На карте 1928 года в Орехово 17 дворов, на карте 1938 года — 22 двора.
В 2004 году деревня была включена в состав города и получила статус микрорайона.
С 8 декабря 2011 года в микрорайон Орехово ходит городской автобусный маршрут № 44.
С 2015 года началось строительство проектируемых улиц микрорайона в рамках Детального плана усадебной застройки «Орехово».
С января 2021 года ВОКТУП «Оператором перевозок» на улицу Ореховскую было запущено маршрутное такси № 44, которое ходит по тому же маршруту, что и городской автобусный маршрут № 44.